# Julio Alejandro
Julio Alejandro de Castro Cardús (Huesca, 27 de fevereiro de 1906 — Jávea, 22 de setembro de 1995) foi um novelista, dramaturgo, escritor e cineasta espanhol. Tornou-se conhecido por suas obras literárias, as quais foram adaptadas para o cinema e a televisão, sendo que uma delas foi condecorada pelo Festival de Berlim.

## Filmografia
- Cartas de amor
- Ash Wednesday
- Simón del desierto
- Nazarin
- Tristana
- Viridiana
- Abismos de pasión